# Hungría otomana

La Hungría Otomana en su apogeo en 1683, incluidos los principados de la Alta Hungría y Transilvania, y los eyalatos de Kanije, Buda, Uyvar, Eger, Temesvar y Varat.

La Hungría otomana (en húngaro: Török hódoltság) eran las partes del reino de Hungría a finales del período medieval que fueron conquistadas y gobernadas por el Imperio otomano. Partes de Hungría cayeron por primera vez bajo el dominio otomano después de la batalla de Mohács en 1526, y, tras el Tratado de Passarowitz en 1718, todas las áreas restantes fueron transferidas al dominio de los Habsburgo. La Hungría otomana alcanzó su apogeo de 1541 a 1699. Durante la mayor parte de su duración, la Hungría otomana cubrió el Transdanubio meridional y casi toda la región de la Gran llanura húngara.
El territorio había sido invadido y anexionado al Imperio otomano por el sultán Solimán el Magnífico entre 1521 y 1541. La parte noroeste del reino húngaro resistió la conquista y reconoció a los miembros de la Casa de Habsburgo como reyes de Hungría, pasando a ser conocida como «Hungría Real». El límite entre esa Hungría real y la Hungría otomana se convirtió entonces en la línea del frente en las guerras habsburgo-otomanas durante los siguientes 150 años. Tras la derrota de los otomanos en la Gran Guerra Turca, la mayor parte de la Hungría otomana fue cedida a los Habsburgo por el Tratado de Karlowitz de 1699.
Durante el dominio otomano, la Hungría otomano se dividió con fines administrativos en eyalatos (provincias), que se dividieron a su vez en sanjacados. La propiedad de gran parte de la tierra se distribuyó a los soldados y funcionarios otomanos y aproximadamente el 20% del territorio quedó retenido por el estado otomano. Como territorio fronterizo, gran parte de la Hungría otomana estaba fuertemente fortificada con guarniciones de tropas. Al estar económicamente subdesarrollada, se convirtió en un drenaje de los recursos otomanos. Aunque hubo algo de inmigración de otras partes del Imperio y algunas conversiones al Islam, el territorio siguió siendo en gran parte cristiano. Los otomanos eran relativamente tolerantes religiosamente y esa tolerancia permitió al protestantismo prosperar, a diferencia de la Hungría Real, donde los Habsburgo la reprimieron. A finales del siglo XVI, alrededor del 90% de la población era protestante, principalmente calvinista.

## Historia
Hacia el siglo XVI, el poder del Imperio otomano había ido creciendo de manera gradual, como también había aumentado el tamaño del territorio controlado por ellos en los Balcanes, mientras que el Reino de Hungría se había debilitado por las revueltas de los campesinos. Bajo el reinado de Luis II de Hungría (r. 1516-1526), las disensiones internas dividieron a la nobleza.
Provocado a entrar en guerra por un insulto diplomático, Solimán el Magnífico (r. 1520-1566) atacó al reino de Hungría y capturó Belgrado en 1521. Solimán no dudo en lanzar un ataque contra el reino debilitado, cuyo ejército  pobremente dirigido y de menor tamaño —unos 26 000 hombres comparados con 45 000 soldados otomanos— y fue vencido el 29 de agosto de 1526 en la batalla de Mohács. 
Georgius Bartholomaeus escribió un libro sobre la cultura turca con información obtenida de las tropas cristianas liberadas por los otomanos después de la batalla.

## De la derrota de Mohacs a la ocupación de Buda (1526-1541)

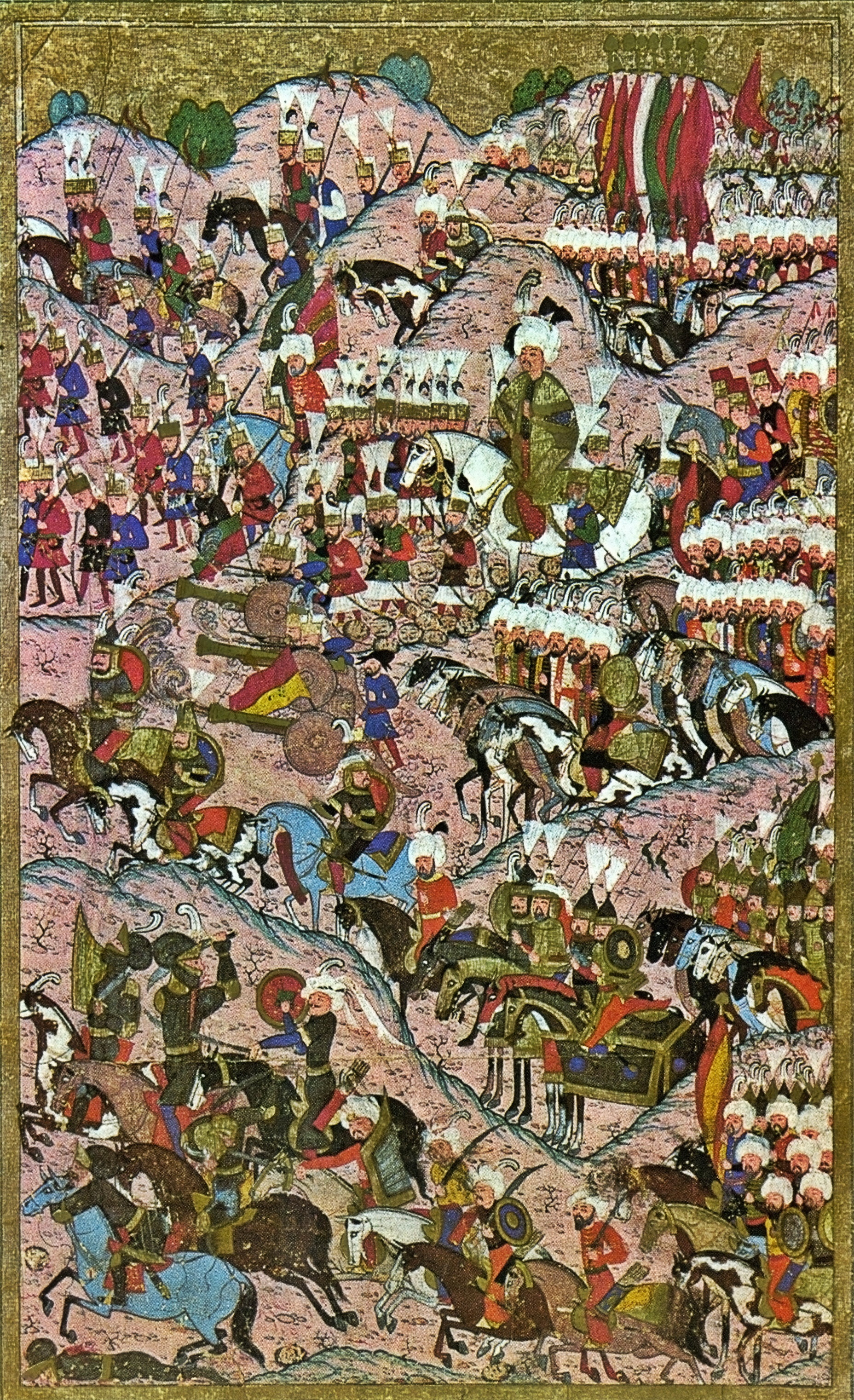
Solimán I el Magnífico tras la victoria de Mohacs, que desde 1527 dominó la política húngara.

La victoria de Mohács no les dio a los otomanos la seguridad que querían. Buda quedó indefensa; sólo los embajadores francés y veneciano esperaron al sultán para felicitarle por su gran victoria. Aunque entraron en una Buda evacuada y sin vigilancia y saquearon el castillo y sus alrededores, se retiraron poco después. Al regresar a Constantinopla al final de la campaña, el sultán podía considerarse dueño del destino de Hungría, aunque optó por no imponer su dominio. 
La muerte del rey Luis II sin heredero causó un grave conflicto y los últimos tres meses del año 1526 estuvieron marcados por un vacío de poder; la autoridad política estaba en un estado de colapso. El 10 de noviembre Juan I de Zápolya, voivoda húngaro de Transilvania —que por razones desconocidas no había llegado a tiempo de participado en Mohacs y que mantenía íntegro su ejército— se hizo elegir rey por los nobles menores (sin título) en la Dieta de Székesfehérvár tras haber nombrado al obispo de Eger, Pablo Várdai, como arzobispo de Esztergom (el jerarca Ladislao Szalkai también había muerto en Mohács). Así el nuevo arzobispo de Esztergom coronó al noble húngaro como «Juan I de Hungría» al día siguiente. Pronto el archiduque de Austria de los Habsburgo, Fernando I, que ya había reclamado el trono húngaro por sus derechos matrimoniales con Ana Jagellón, hermana del fallecido Luis II, también fue elegido rey por los magnates, barones y el clero católico en una Dieta de grupa en Pozsony el 17 de diciembre de ese mismo año. El título de rey de Hungría va a ser disputado entre Zápolya y Fernando hasta 1540. 
Entretanto, el emperador Carlos I, hermano de Fernando I, había ocupado la ciudad de Roma en mayo de 1527. Libres tanto Carlos como Fernando de ese compromiso militar, el 20 de junio de 1527, Fernando  declaró la guerra a Juan I de Hungría. Con la ayuda de tropas de mercenarios germanos de su hermano, entró en Buda el 20 de agosto sin haber sido asediada y obtuvo una victoria decisiva en Tokaj el 27 de septiembre. Zápolya debió refugiarse en Transilvania. A finales de 1527 Zápolya, que había perdido mucho poder y control sobre los territorios húngaros, se refugió con su antiguo cuñado el rey polaco Segismundo I Jagellón el Viejo, que una década antes había estado casado con Bárbara de Zápolya, su hermana mayor. En ese momento, en Hungría la asamblea de Marosvásárhely y de Brassó ya habían aceptado a Fernando como rey ante el temor de los ejércitos imperiales de Carlos I. Fernando controlaba gran parte del reino, así que fue coronado rey de Hungría  el 3 de noviembre en Székesfehérvár, según las leyes húngaras, ya que había llegado a sus manos la Santa Corona Húngara luego de que su custodio, Pedro Perényi, abandonase a Zápolya.
Bohemia cayó en manos de los Habsburgo, que también dominaban el norte y el oeste de Hungría y los restos del reino de Croacia, mientras que los otomanos mantenían Hungría central y la soberanía sobre una semiindependiente Transilvania. Esto proporcionó a los húngaros el ímpetu suficiente para continuar resistiendo la ocupación otomana, lo que hicieron durante otros setenta años.
La rama austriaca de los monarcas de los Habsburgo necesitaba el poder económico de Hungría para sostener las guerras otomanas. Aunque el territorio del antiguo Reino de Hungría se había reducido en alrededor de un 70% con una grave pérdida demográfica, esa Hungría real, más pequeña y fuertemente devastada por la guerra, era la mayor fuente de ingresos de Fernando, y siguió siendo económicamente más importante que Austria o el Reino de Bohemia incluso hasta finales del siglo XVI.
Zápolya envió embajadas pidiendo ayuda a Baviera, a Polonia, al rey Francisco I de Francia, al papa y a muchos otros Estados, pero ninguno accedió a asistirle, pues nadie se atrevía a enfrentar a Carlos I, salvo Francisco, que preparaba una expedición a Nápoles. En 1527 Zápolya envió una embajada dirigida por Jerónimo Laszky ante el sultán Solimán el Magnífico para pedirle asistencia. Ambos firmaron un tratado el 27 de enero de 1528. 

### El asedio de Viena (1529)

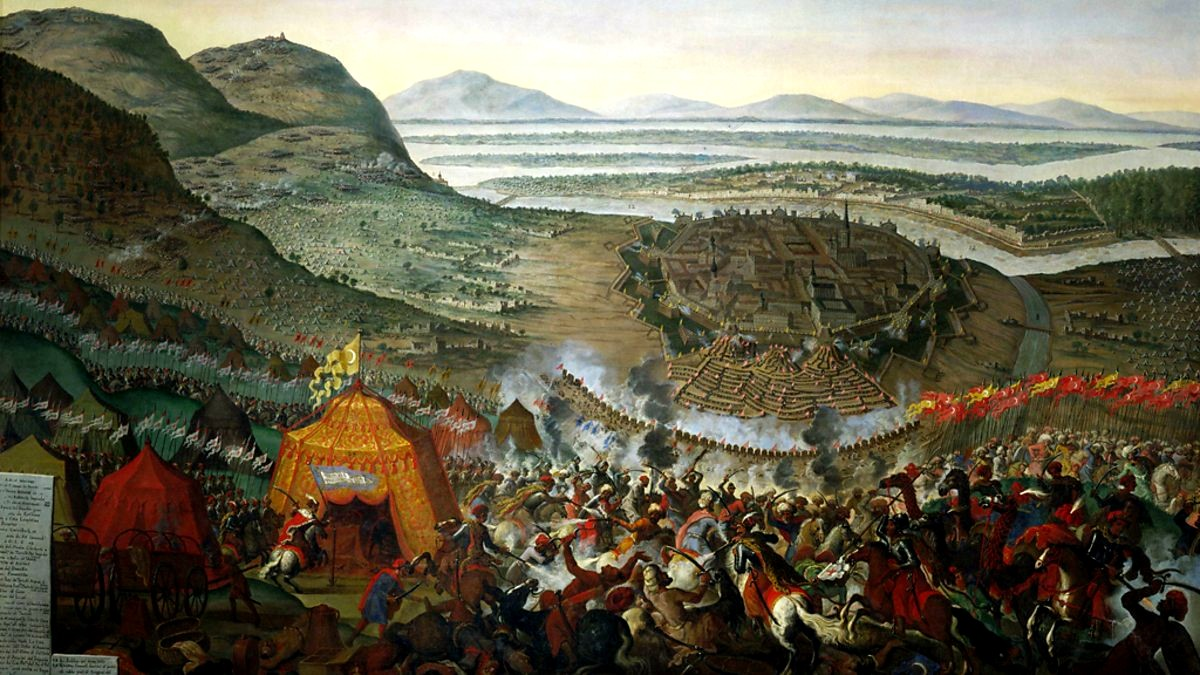
Frenando la marea islámica en el asedio de Viena (1529)

Con Hungría bajo control, Solimán pudo dirigir su mirada a una de sus mayores ambiciones: Viena. Así, en mayo de 1529 abandonó Constantinopla. Las fuerzas del voivoda de Valaquia entraron en Transilvania bajo las órdenes del sultán. Soleimán regresó a Mohács, donde se reunió por voluntad suya con Zápolya, quien, en el transcurso de una solemne audiencia, debió arrodillarse y besarle la mano siendo reconocido como rey de Hungría y, en consecuencia, como vasallo del Imperio otomano. Abandonando el lugar de la que había sido una de sus victorias más importantes, Solimán llegó a Buda en sólo tres días, ocupada de nuevo por las tropas cristianas. Tras un breve asedio, la ciudad fue tomada y sus habitantes esclavizados, pero a diferencia de la vez anterior, los jenízaros tenían prohibido el pillaje. Pocos días después, Zápolya fue coronado oficialmente como rey; Solimán no asistió a la ceremonia, probablemente para no dar demasiada importancia a quien consideraba sólo un vasallo menor; además, se acercaba el otoño y era necesario llegar a Viena lo antes posible.
Soleimán comenzó el 27 de septiembre el sitio de Viena, un enfrentamiento entre su ejército —120 000 hombres, 28 000 camellos y 300 piezas de artillería—, y los defensores cristianos, que contaban con unos 20 000 combatientes y 72 cañones a las órdenes de Felipe del Palatinado-Neoburgo. Las operaciones resultaron más difíciles de lo esperado y la preocupación por la proximidad del invierno llevaron a abandonar y regresar a Constantinopla, no sin antes celebrar la campaña militar como un éxito y negar que el objetivo fuera conquistar Viena. En el viaje de vuelta, de dos meses, perdió muchos hombres por enfermedades y mal tiempo.

### Conflictos hasta 1540

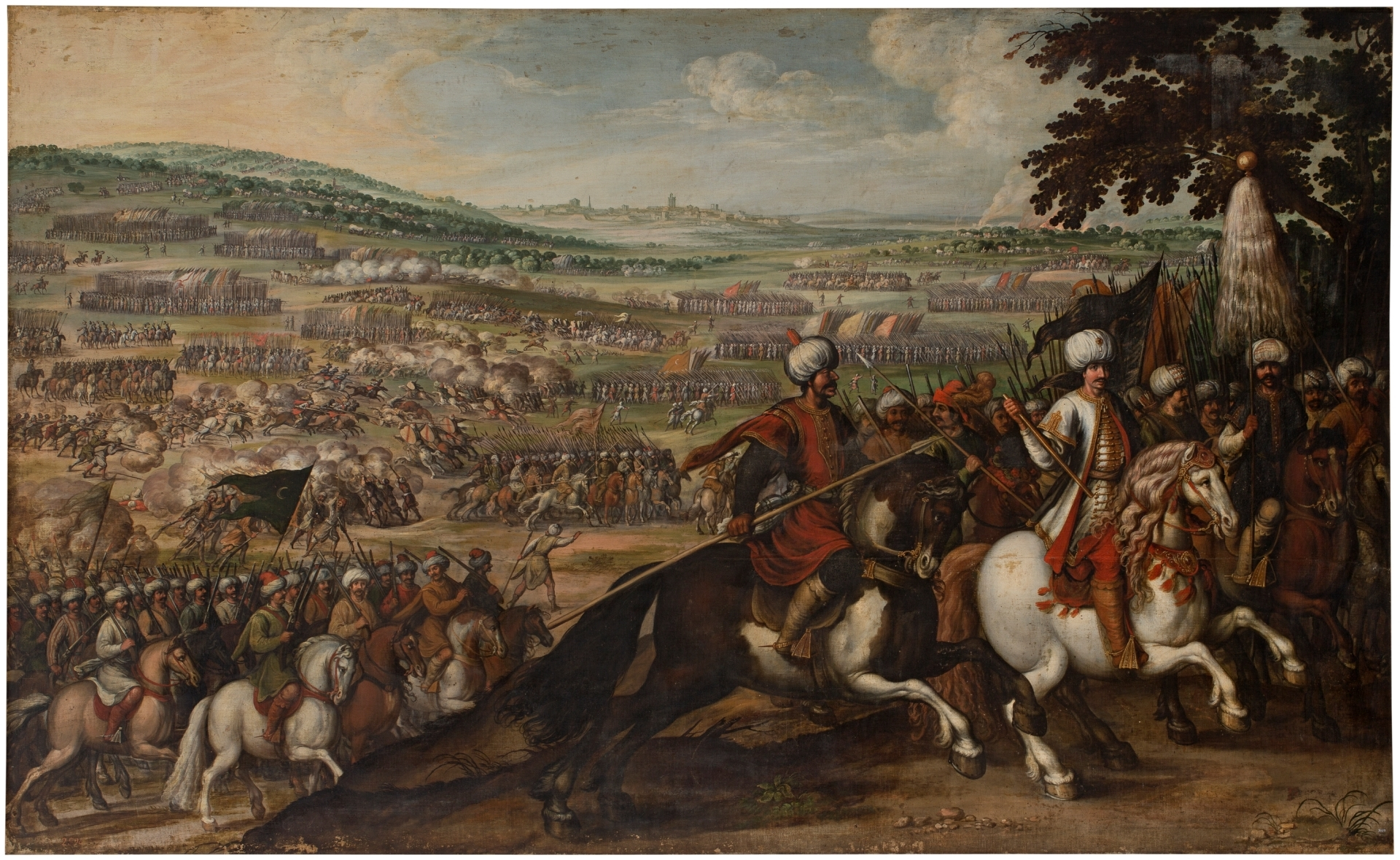
Los turcos abandonan las cercanías de Viena en 1532 (Museo del Prado)

A pesar de sus aplastantes victorias en Hungría, Solimán aún no había establecido plenamente su autoridad en la región. Así, en abril de 1532, volvió a salir de la capital al frente de más de cien mil hombres cuyas filas incluían doce mil jenízaros, treinta mil soldados de Anatolia, dieciséis mil de Rumelia y veinte mil spahi a los que se añadía una fuerza de artillería de trescientos cañones. Al llegar a Belgrado y recibir nuevos refuerzos de los tártaros de Sahib I Giray, Solimán estaba dispuesto a enfrentarse definitivamente al emperador Carlos V. Sin embargo, su ambición no pudo cumplirse: los cristianos no se sentían en absoluto preparados para enfrentarse a un enemigo tan decidido y numeroso, por lo que Fernando de Habsburgo prefirió enviar dos embajadores al sultán para ofrecerle un tributo de cien mil ducados a cambio de la paz y su reconocimiento como rey de Hungría, oferta que el sultán rechazó.
Al fracasar los esfuerzos diplomáticos para frenar el avance otomano, los cristianos tuvieron que ponerse a la defensiva. El ejército de Solimán, tras numerosos éxitos, se paralizó durante el asedio de Güns, una ciudad situada a sólo cien kilómetros de Viena y defendida por sólo ochocientos hombres al mando de Nikola Jurišić, que se prolongó durante todo el mes de agosto, lo que hizo que los otomanos perdieran un tiempo valioso. Después de conquistar trabajosamente la ciudad, Solimán prefirió dirigirse hacia el oeste, hacia Estiria, en lugar de apuntar directamente a Viena, probablemente porque había contado con expulsar a Carlos V de la ciudad y así enfrentarse a él en campo abierto, pero el emperador de los Habsburgo prefirió evitar el contacto y permaneció dentro de las murallas.
En Estiria, Solimán conquistó varias ciudades, pero tuvo que renunciar a la toma de Graz y Maribor, que no cedieron a la fuerza otomana. El tiempo perdido en Güns no le permitió continuar con las operaciones y regresó a Constantinopla el 18 de noviembre de 1532. El resultado de la campaña también se celebró solemnemente, pero el sultán no pudo quedar plenamente satisfecho. Al término de los acontecimientos, se firmó una tregua entre los otomanos y los cristianos, que dio lugar al tratado de Constantinopla de 1533; con ello Zápolya conservaba el reino de Hungría, Carlos V salvaba sus fronteras y podía concentrar sus fuerzas para contrarrestar la Liga de Esmalcalda. Solimán por su parte se volvió hacia Persia, consciente de la oportunidad de romper la tregua con los cristianos cuando quisiera.
La situación tensa entre Fernando I y Juan I continuó durante varios años intentando firmar tratados, y desprestigiarse el uno al otro. Fernando intentó también que el sultán perdiese su confianza en Juan I, pero no lo consiguió. En 1538 los dos reyes firmaron un tratado de paz secreto en la ciudad de Várad, acordando dividir el reino en dos, y para evitar conflictos sucesorios, que tras la muerte de Juan —que no tenía entonces herederos—, el trono pasaría a Fernando I. Puesto que el acuerdo lesionaba los intereses otomanos, jamás fue publicado.

### La sucesión de Zápolya: la toma de Buda de 1541 y la división de Hungría

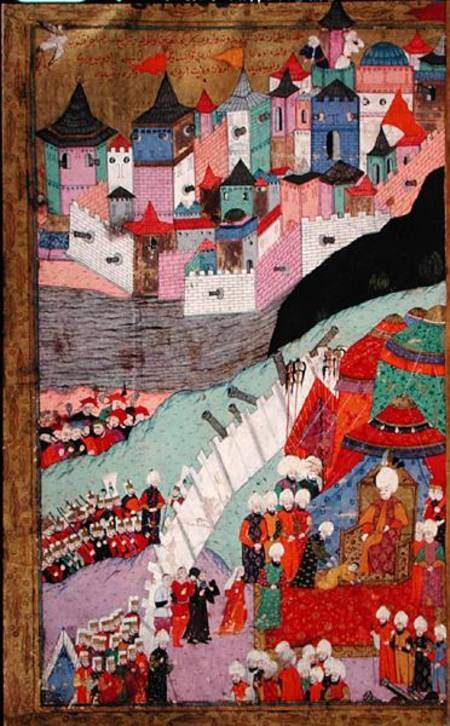
Sitio de Buda (1541)

Mapa que muestra la conquista otomana del reino medieval de Hungría de 1526 a 1568, el reino de Habsburgo de Hungría y el reino de Hungría oriental (naranja: reino de los Habsburgo de Hungría dentro de la monarquía de los Habsburgo; azul: reino de Hungría del Este; verde: Imperio otomano.

Pero Juan de Zápolya se casó el 16 de febrero (o el 22) de 1539 con Isabela Jagellón, hija del rey Segismundo I de Polonia, y fue coronada como reina consorte húngara en la ciudad de Székesfehérvár. Y el 7 de julio de 1540 nació su hijo, Juan Segismundo, y de inmediato, su padre, enfermo, faltó al acuerdo y  mandó nombrarle rey, haciendo prometer a su esposa  Isabela, al conde Valentín Török y al sacerdote Jorge Martinuzzi que protegerían al nuevo heredero y sucesor. 
El 17 de julio, apenas diez días después de nacer el niño, murió Zápolya. Aunque Solimán creía que el niño era su legítimo sucesor, salió a la luz el acuerdo secreto que Zápolya había hecho en 1538, en el que se establecía que a su muerte Hungría volvería a manos de Fernando de Habsburgo a cambio de su reconocimiento en el trono mientras viviera. Para Solimán, ese acuerdo era inaceptable, ya que se había hecho hizo antes del nacimiento del hijo, mientras que Fernando afirmaba que el niño no era hijo de Isabel y por ello invadió Hungría.
Así, Isabel y su hijo Juan abandonaron Buda para pedir ayuda a Solimán, quien tuvo que partir de nuevo en dirección a Hungría. Esta vez el ejército otomano encontró poca resistencia en su camino y, reforzado por las tropas enviadas por Isabel, sitió Buda, y en consecuencia, derrotaron a las defensas dirigidas por Wilhelm von Roggendorf y expulsaron a los imperiales, quienes dejaron dieciséis mil hombres atrás. El 2 de septiembre de 1541, el sultán acompañado por su hijo Şehzade Bayezid y el gran visir Hadım Suleiman Paşa (quien había tomado el relevo de Luṭfī Paşa unos meses antes) entró en la ciudad con grandes honores y, como era su costumbre, se dirigió a una iglesia que entretanto se había convertido en una mezquita para rezar. Primero dio su palabra a Isabel de que ocuparía la ciudad de Buda hasta la mayoría de edad de Juan Segismundo, quien reinaría de forma independiente, aunque como vasallo del Imperio otomano. Luego regresó a Constantinopla. Juan Segismundo,  gobernó hasta su muerte como antirrey húngaro (1540-1570) frente a Fernando I de Habsburgo y como el primer príncipe de Transilvania (1559-1571). A su vez, Valentín Török fue apresado y enviado a Estambul donde murió encarcelado.  La mayor parte de los 17−19 000 soldados otomanos que quedaron al servicio de las fortalezas en la Hungría otomana eran eslavos ortodoxos y musulmanes de los Balcanes. Los eslavos del sur eran akıncıs y otras tropas ligeras interesadas en llevar a cabo el pillaje en el territorio de lo que ahora es Hungría.
El antiguo reino de Hungría terminó de dividirse en tres: el oeste y el norte  reconocieron a un Habsburgo por rey (de la "Hungría Real"); los condados centrales y meridionales fueron anexionados por el sultán otomano y constituirán el eyalato de Buda, ya parte del imperio otomano; y el este, bajo el nombre de Reino de Hungría del Este  fue gobernado, como vasallo de los otomanos, por el hijo de Zápolya con la reina viuda Isabel Jagellón actuando de regente (que después de 1570, se convertirá en el Principado de Transilvania). El sultán ordenó que se crease una organización político-administrativa en la región central  designando un pachá al frente de ella. La región de Transilvania se hallaba cada vez más alejada de la esfera de influencia de los Habsburgo, lo que desalentaba a Fernando I a mantener sus pretensiones sobre el Este de Hungría.
Luego de la captura de Buda la ocupación del territorio comenzó a experimentar cambios. Vastas extensiones permanecieron deshabitadas y cubiertas de bosques. Las llanuras aluviales se transformaron en pantanos. La vida de los habitantes del lado otomano era peligrosa. Los campesinos huyeron hacia los bosques y pantanos, formaron bandas guerrilleras, denominadas tropas Hajdú. Con el tiempo, el territorio de la Hungría otomana se convirtió en una sangría para el Imperio otomano, que consumía la mayor parte de sus recursos para mantener una larga cadena de fuertes fronterizos. Sin embargo, algunos sectores de la economía florecieron. En las grandes praderas despobladas, se criaba ganado que luego era conducido hacia el sur de Alemania y norte de Italia —algunos años se llegó a exportar hasta medio millón de animales—. El vino se vendía en el reino de Bohemia, archiducado de Austria y en la República de las Dos Naciones (Polonia y Lituania).
En la década de 1540, las cuatro principales fortalezas otomanas sumaban un total de 10 200 soldados repartidos de la siguiente forma: Buda (2965), Pest (1481), Székesfehérvár (2978) y Esztergom (2775). El número de tropas de guarnición otomanas estacionadas en la Hungría otomana varió, pero durante el período pico de mediados del XVI aumentó y llegó a ser de 20−22 000 hombres. Para ser una fuerza de ocupación de un territorio del tamaño de Hungría, incluso considerando que eran solo  las partes centrales, fue una presencia militar de perfil bastante bajo en gran parte del país, estando la mayor parte concentrada en unas pocas fortalezas clave. (En 1640, cuando el frente permanecía relativamente tranquilo, 8000 jenízaros apoyados por un número no documentado de reclutas locales fueron suficientes para guarnecer todo el eyalato de Budin.)

## Hungría otomana

Situación política hacia 1572: El reino Habsburgo de Hungría (Hungría Real), el Principado de Transilvania y los eyalatos otomanos.

No pasaron ni dos años desde la conquista otomana de Hungría antes de que Soleimán tuviera que partir de nuevo en campaña a Hungría. De hecho Fernando, fortalecido por un momento de tranquilidad en el frente interno con los protestantes, había vuelto a reclamar el trono húngaro ofreciendo a Solimán el reconocimiento como rey a cambio de un tributo anual de cien mil ducados. El sultán, que no aceptó la oferta, partió de la capital el 23 de abril de 1543 para emprender la guerra contra los Habsburgo. Una vez más, la campaña comenzó de la mejor manera posible para los otomanos, quienes tomaron una fortaleza tras otra en Eslavonia y en la Hungría leal a Fernando. Después de volver a entrar en Buda, el ejército otomano se dirigió inmediatamente al norte para el sitio de Esztergom, que cayó después de unas dos semanas. En septiembre capturó otra importante ciudad húngara, Székesfehérvár, donde se celebraban las coronaciones de los reyes, además de apoderarse también de Siklós y de Szeged para proteger mejor Buda.
Este nuevo éxito contra los cristianos puso fin a las ambiciones de Fernando sobre Hungría, que permaneció en manos otomanas hasta 1686. A este éxito le siguieron largas negociaciones que desembocaron en un tratado de paz de cinco años entre los otomanos y el Sacro Imperio Romano Germánico suscrito el 13 de junio de 1547. Sin embargo, Solimán no podía estar del todo satisfecho, ya que aún no había conseguido luchar contra el emperador Carlos V en campo abierto, y la muerte de Francisco I el 31 de marzo de 1547 lo hacía improbable en el futuro, ya que le faltaba un aliado clave en el escenario europeo.
Siguió un periodo con pequeñas incursiones, con la pérdida de las fortalezas cristianas en Temesvár y Szolnok en 1552, así como el infructuoso asedio otomano de Eger ese mismo año (no fue capturada hasta 1596, setenta años después de la victoria otomana en Mohács). Los turcos demostraron ser incapaces de conquistar el norte y el oeste de Hungría, que pertenecía a los monarcas de los Habsburgo. La subsiguiente guerra casi constante requirió un compromiso sostenido de las fuerzas otomanas, que el propio reino ocupado, en gran parte rural y devastado por la guerra, no podía proporcionar, drenando los recursos del Imperio. 
En 1566, cuando Solimán tenía 72 años, Maximiliano II de Habsburgo, que había sucedido a su padre Fernando I en el Sacro Imperio Romano, dio nueva vida a las pretensiones de los Habsburgo sobre los países del Danubio, lo que reabrió la cuestión de Transilvania que había quedado aparcada durante algunos años tras las victorias otomanas. El 1 de mayo Soleimán partió de Constantinopla al frente de uno de los mayores ejércitos que jamás había comandado, al parecer trescientos mil soldados equipados con una enorme artillería. La campaña parecía sencilla, sin necesidad probablemente de ningún combate.
Sin embargo, la enfermedad le había debilitado profundamente, ya no podía montar a caballo y se veía obligado a seguir a las tropas sólo gracias a un carruaje. Tras una marcha ralentizada por causas naturales, que duró 49 días, Solimán llegó a Belgrado y luego se dirigió a Zemun, donde fue recibido por Juan Segismundo con gran pompa.
Tras otorgarle el poder sobre los territorios entre Tisza y Transilvania, el sultán se dirigió a Szigetvár, que puso bajo asedio desde el 6 de agosto. Los combates continuaron hasta el 8 de septiembre, pero Solimán no pudo ver el final: murió en su tienda durante la noche del 5 al 6 de septiembre. Para evitar disturbios en el ejército, que seguía en campaña, el gran visir Sokollu decidió mantener en secreto la noticia de la muerte del sultán, que mantuvo hasta la marcha de regreso del ejército a Constantinopla, tras el fin de las operaciones en la región del Transdanubio Meridional. Sólo cuando la comitiva estuvo cerca de Belgrado se difundió la noticia.

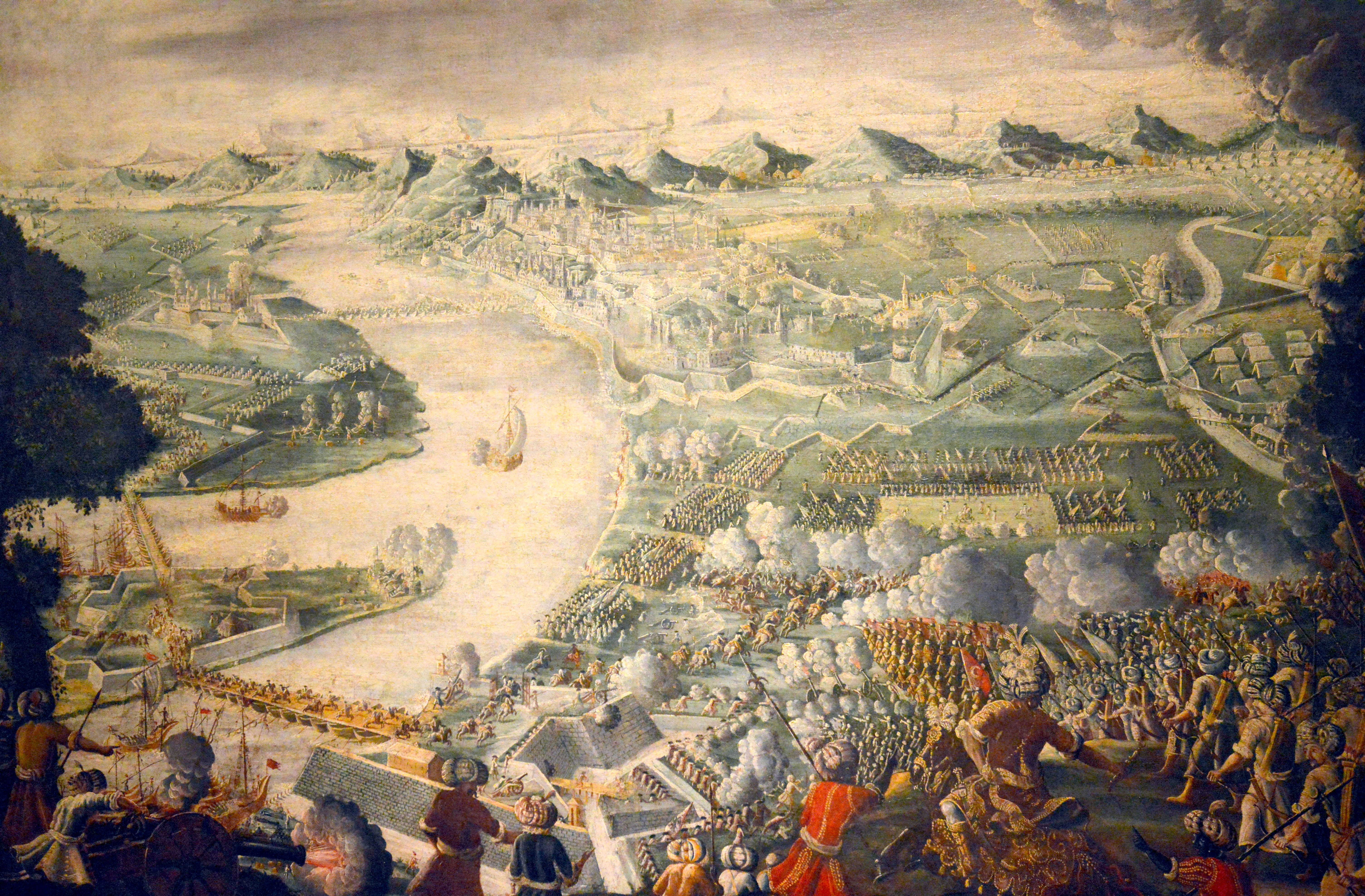
La Liga Santa tomó Buda después de un largo asedio en 1686

La derrota de las fuerzas otomanas lideradas por el gran visir Kara Mustafa Bajá en el segundo asedio de Viena en 1683, a manos de los ejércitos combinados de la República de las Dos Naciones y del Sacro Imperio Romano Germánico al mando de Juan III Sobieski, fue el evento decisivo que marcó el comienzo del estancamiento del Imperio otomano en Europa, y finalmente desequilibró el poder en la región (sitio de Buda (1686) y batalla de Mohács (1687)). Según los términos del Tratado de Karlowitz, que en 1699 puso fin a la Gran Guerra Turca, los otomanos cedieron a los Habsburgo gran parte del territorio que previamente habían tomado del Reino medieval de Hungría. Después de ese tratado, los miembros de la dinastía de los Habsburgo administraron un Reino de Hungría de los Habsburgo mucho más extenso (anteriormente controlaban solo el área conocida como «Hungría Real»; véase Reino de Hungría (1526-1867).[cita requerida]

## Administración

Situación política hacia 1683: El reino Habsburgo de Hungría (Hungría Real), el Principado de la Alta Hungría de Emérico Thököly (existió entre 1682-1685), Principado de Transilvania, y eyalatos otomanos (Budin, Varat, Eğri, Temeşvar, Kanije, Uyvar)

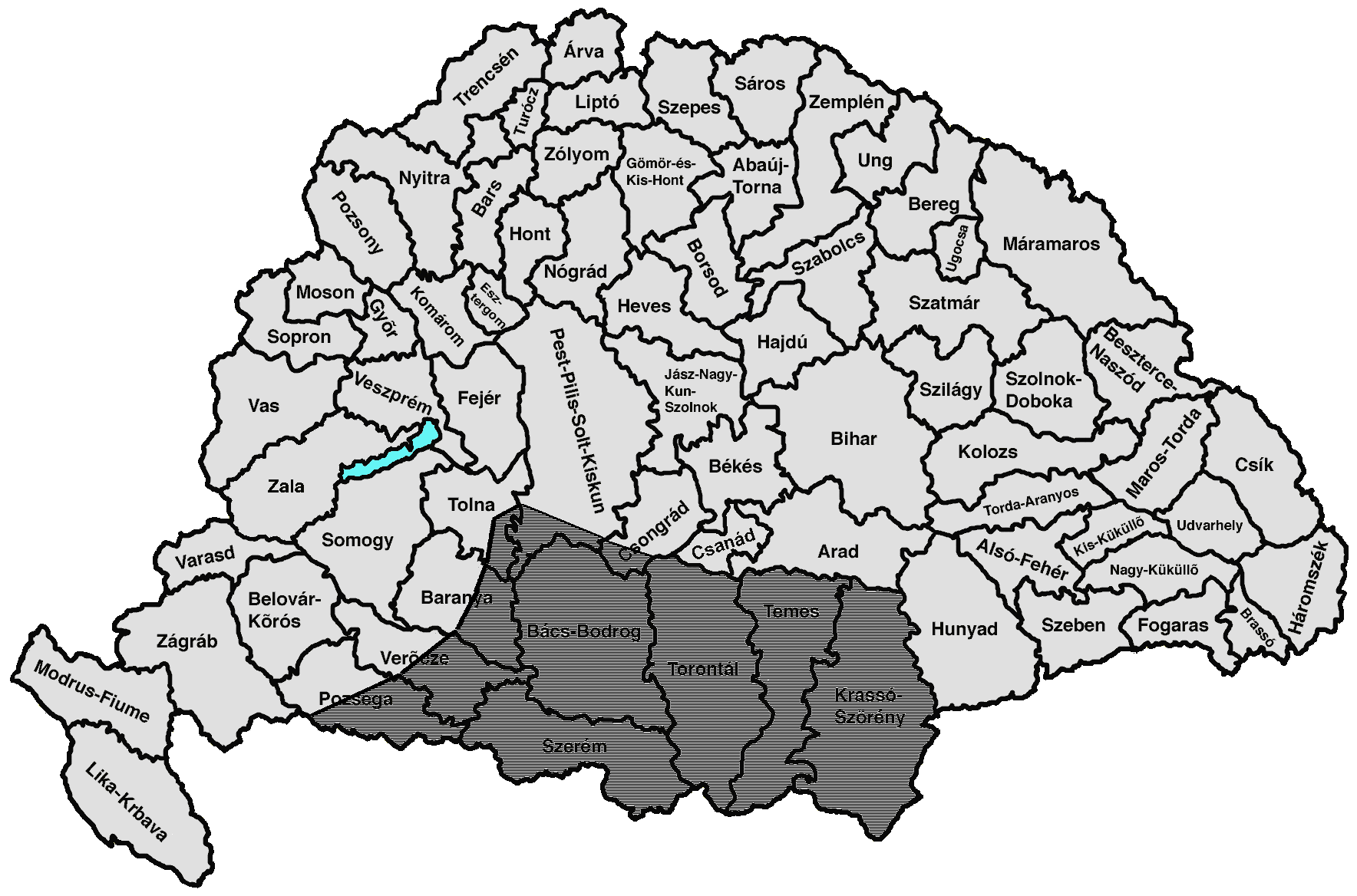
Mapa de Hungría de 1881 que muestra los límites de las áreas de asentamiento húngaro casi completamente destruidas durante la ocupación otomana de Hungría

La provincia otomana húngara cubría aproximadamente 91 250 km². El territorio se dividió en eyalatos (provincias), que luego se dividieron en sanjacados, siendo el funcionario otomano de mayor rango el pasha de Budin. Al principio, los territorios controlados por los otomanos en la actual Hungría eran parte de eyalato de Buda (desde 1541). Más tarde, se formaron nuevos eyalatos: Timisoara (desde 1552), Zigetvar (1596-1600), Eger (desde 1596), Győr (1594-1598), Kanizsa (desde 1600), Varat (1661-1692), Oradea (desde 1660) y Érsekújvár (1663-1685). Los centros administrativos de los eyalatos de Buda, Szigetvár, Nagykanizsa y Eger administraban un territorio de la actual Hungría, mientras que los eyalatos de Timisoara y Varat, que tenían sus centros administrativos en el territorio de la actual Rumanía, también incluían algunas partes de la actual Hungría. Pashas y Sanjak-beys eran responsables de la administración, jurisdicción y defensa. El único interés de los otomanos era asegurar su control sobre el territorio.
La Sublime Puerta (los gobernantes otomanos) se convirtieron en los únicos terratenientes y administraron alrededor del 20% de la tierra para su propio beneficio, repartiendo el resto entre soldados y funcionarios públicos. Los terratenientes otomanos estaban interesados principalmente en exprimir la mayor cantidad de riqueza de la tierra lo más rápido posible. De gran importancia para la Sublime Puerta era la recaudación de impuestos, lo que dejaba poco que recaudar para los antiguos propietarios; la mayor parte de la nobleza y un gran número de burgueses emigraron a la provincia del Reino de los Habsburgo de Hungría («Hungría Real»). Las guerras, la toma de esclavos y la emigración de los nobles que perdieron sus tierras provocaron la despoblación del campo. Sin embargo, los otomanos practicaron una relativa tolerancia religiosa y permitieron a las diversas etnias que vivían dentro del imperio una autonomía significativa en los asuntos internos. Las ciudades mantuvieron cierto autogobierno, y una próspera clase media se desarrolló a través de la artesanía y el comercio.
Al menos un húngaro étnico se convirtió en gran visir, el cargo gubernamental más alto del Imperio otomano: Hadım Süleyman Pasha (r. 1541-1544).

## Cambios étnicos durante el dominio otomano
Como consecuencia de los 150 años de guerra constante entre los estados cristianos y los otomanos, el crecimiento de la población se atrofió y la red de asentamientos medievales de etnia húngara, con sus habitantes burgueses urbanizados, pereció. La composición étnica del territorio que había sido parte del Reino de Hungría medieval cambió fundamentalmente a través de deportaciones y masacres, de modo que el número de húngaros étnicos existentes al final del período otomano se redujo sustancialmente.
El declive económico de Buda, la capital durante la conquista otomana, se caracterizó por el estancamiento de la población, que en 1686 no era mayor que dos siglos antes, en el siglo XV. Los otomanos consintieron que el palacio real húngaro se arruinará y más tarde lo transformaron en un almacén de pólvora y en tiendas, lo que provocó su detonación durante el sitio en 1686. La población cristiana húngara se contrajo considerablemente en las siguientes décadas, debido a que huyeron a la Hungría Real gobernada por los Habsburgo especialmente en 1547, y el número cristianos en Buda se redujo a alrededor de mil, y en 1647 ya había caído a solo unos setenta. El número de inmigrantes judíos y de gitanos se volvió dominante durante el dominio otomano en Buda.
Los habitantes húngaros de las ciudades se trasladaron a otros lugares cuando se sintieron amenazados por la presencia militar otomana. Sin excepción, en las ciudades que se convirtieron en centros administrativos otomanos la población cristiana disminuyó y solo se mantuvo en algunas ciudades donde no había guarniciones otomanas. Desde principios del siglo XVII, los refugiados serbios eran la mayoría étnica en gran parte de la Hungría controlada por los otomanos. Esa área incluía territorios entre los grandes ríos Sava, Drava y el interfluvio Danubio-Tisza (el territorio entre los ríos Danubio y Tisza).
Según estimaciones modernas, la proporción de húngaros en la cuenca de los Cárpatos era de alrededor del 80% a fines del siglo XV, y los no húngaros apenas representaban más del 20-25% de la población total. La población húngara comenzó a disminuir en el momento de la conquista otomana. El declive de los húngaros se debió a las constantes guerras, a las incursiones otomanas, a las hambrunas y las plagas durante los 150 años de dominio otomano. Las principales zonas de guerra fueron los territorios habitados por los húngaros, por lo que el número de muertos las agotó mucho más rápido que a otras nacionalidades.
Las tres partes de Hungría; la Hungría de los Habsburgo, la Hungría otomana y Transilvania, experimentaron solo pequeñas diferencias en el aumento de la población en el siglo XVII.

### Inmigración
Según los datos presentados en los estudios más autorizados, la población conjunta de las tres regiones creció de unos 3,5 millones de habitantes a finales del siglo XVI a unos 4 millones a finales del siglo XVII. Este aumento fue antes de la inmigración a Hungría desde otras partes del Imperio Habsburgo. Las Guerras habsburgo-otomanas del siglo XVII se libraron de forma intermitente y afectaron a poblaciones que ocupaban una franja de territorio mucho más estrecha. Por eso las alteraciones en Hungría durante la guerra no parecen haber afectado seriamente a las tasas de mortalidad entre la población civil en general. La ruptura del orden social y de otros vínculos económicos entre regiones contiguas que se asocian con las guerras prolongadas según el patrón medieval no se constatan en la guerra otomana del siglo XVII. Las destrucciones más severas se experimentaron durante la época de disturbios húngaros, cuando entre 1604 y 1606 los peores efectos del enfrentamiento controlado entre las fuerzas otomanas-Habsburgo se multiplicaron por la caída de Hungría en la guerra civil durante la rebelión de Bocskay.
La población total de Hungría a finales del siglo XVI era de unos 3 500 000 habitantes: en la Hungría otomana, 900 000 hab.: en la Hungría de los Habsburgos, 1 800 000 hab.; y en la Hungría «libre» (Transilvania) 800 000 hab.. El crecimiento de la población en la Hungría otomana durante el siglo XVII fue leve: de 900 000 hab. a aproximadamente 1 000 000 hab., una tasa similar a la experimentada en la Hungría Real y en Transilvania.

## Cultura

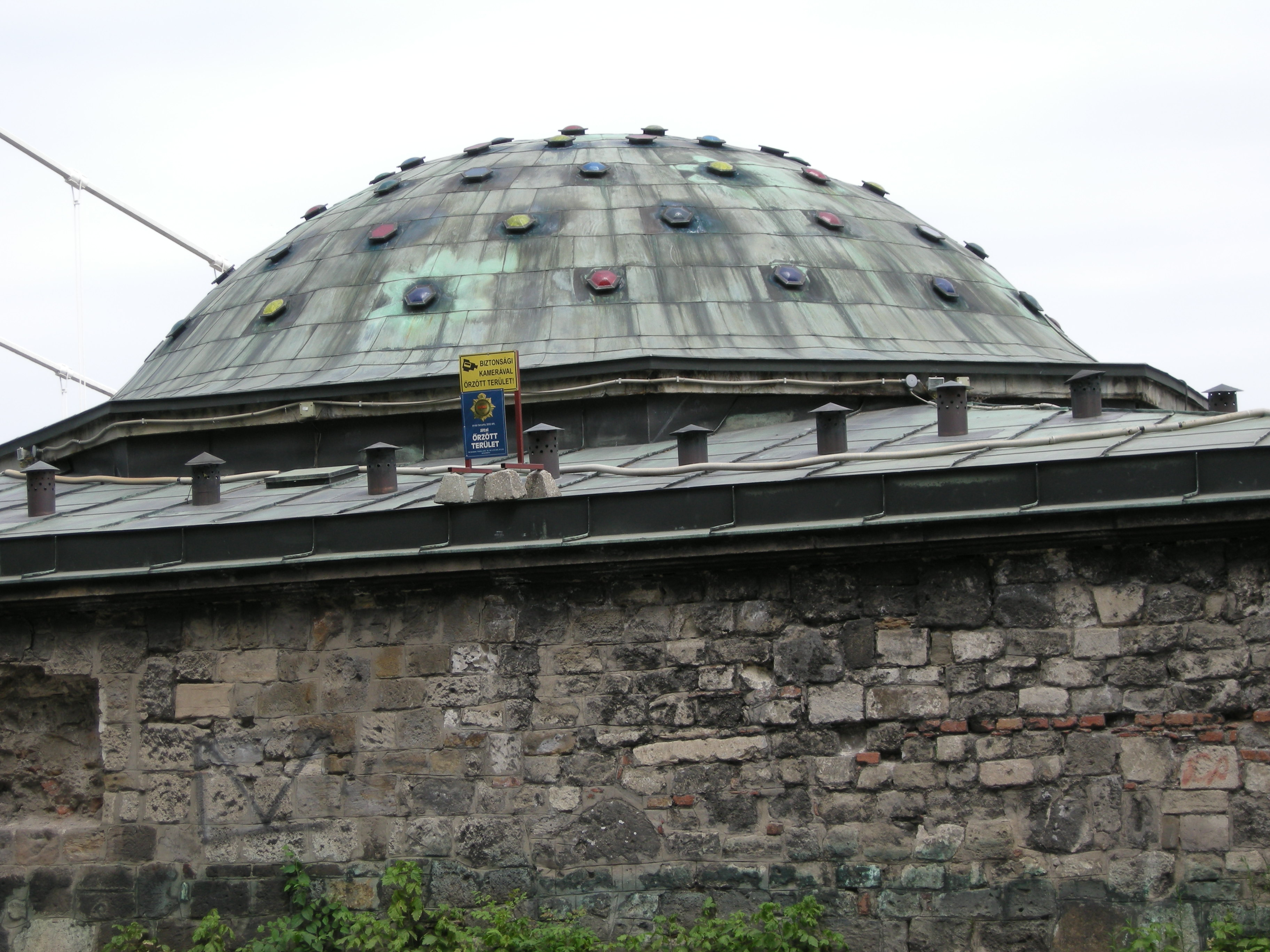
Los baños Rudas de Budapest conservan una cúpula otomana

Las consecuencias de las guerras turcas fueron terribles para la región. La infraestructura de la Hungría medieval fue destruida en gran parte. Las ciudades florecientes que cayeron en manos de los otomanos declinaron.
A pesar de las continuas guerras con los Habsburgo, varios centros culturales surgieron en este extremo norte del Imperio. También se vieron ejemplos de la arquitectura otomana del período clásico, idénticos a los que se encontraban en los famosos centros de Constantinopla y Edirne,  construyéndose mezquitas, puentes, fuentes, baños y escuelas. Después de la recuperación de los Habsburgo, la mayoría de esas obras fueron destruidas y pocas sobreviven hasta el día de hoy. La introducción de los baños turcos, con la construcción de los baños Rudas, fue el comienzo de una larga tradición en el territorio de la actual Hungría. No menos de 75 hammams (baños de vapor) se construyeron durante la época otomana.

### Escuelas musulmanas
Durante los siglos XVI y XVII, se establecieron cinco conventos de los Bektashi o logias derviches en Hungría, dos en Buda, uno en Eğri, otro en Székesfehérvár y uno en Lippa. En el siglo XVII, funcionaban 165 escuelas elementales (mekteb) y 77 escuelas teológicas secundarias y académicas (madrasa) en 39 de las principales ciudades de la región.[cita requerida] Las escuelas primarias enseñaban escritura, aritmética básica y la lectura del Corán y de las oraciones más importantes. Las madrasas realizaban la formación secundaria y académica en los campos de las ciencias religiosas musulmanas, el derecho eclesiástico y las ciencias naturales.[cita requerida] La mayoría de las madrasas operaban en Budin (Buda), donde había doce. En Peçuy (Pécs) había cinco madrasas, Eğri tenía cuatro.[cita requerida] La madrasa más famosa en el territorio controlado por los otomanos de la actual Hungría fue la de Budin (Buda), construida por el serbio Mehmed-pasha Sokolović durante sus diecisiete años de gobierno (r. 1566-1578).
En las mezquitas, la gente no solo rezaba, sino que se les enseñaba a leer y escribir, a leer el Corán y a rezar. Los sermones fueron la forma más eficaz de educación política.[cita requerida] Había numerosas escuelas primarias y secundarias además de las mezquitas, y los monasterios de las órdenes derviches también servían como centros de cultura y educación.[cita requerida] La difusión de la cultura fue apoyada por las bibliotecas. La biblioteca escolar de Mehmed-pasha Sokolović en Budin (Buda), contenía, además de obras sobre las ciencias religiosas musulmanas, otra literatura, obras de oratoria, poesía, astronomía, música, arquitectura y ciencias médicas.[cita requerida]

### Religión

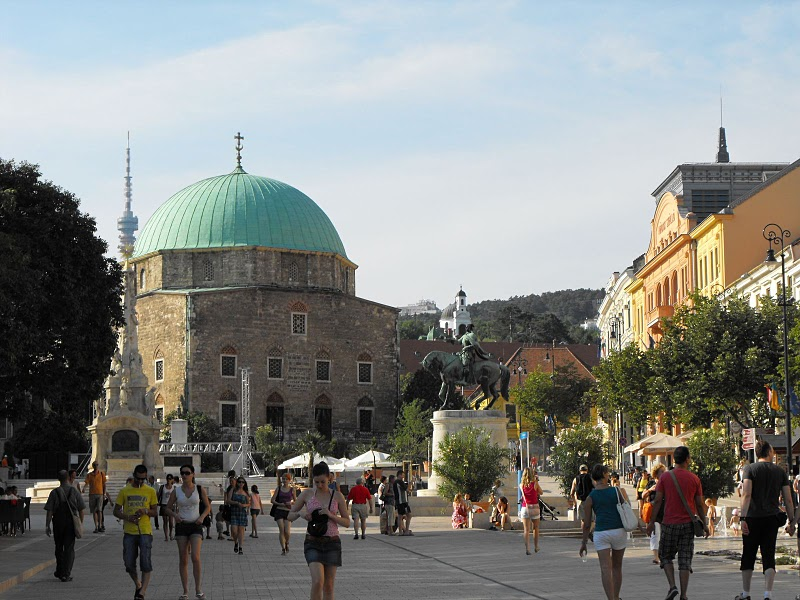
La mezquita de Pasha Qasim en Pécs, ahora utilizada como iglesia católica

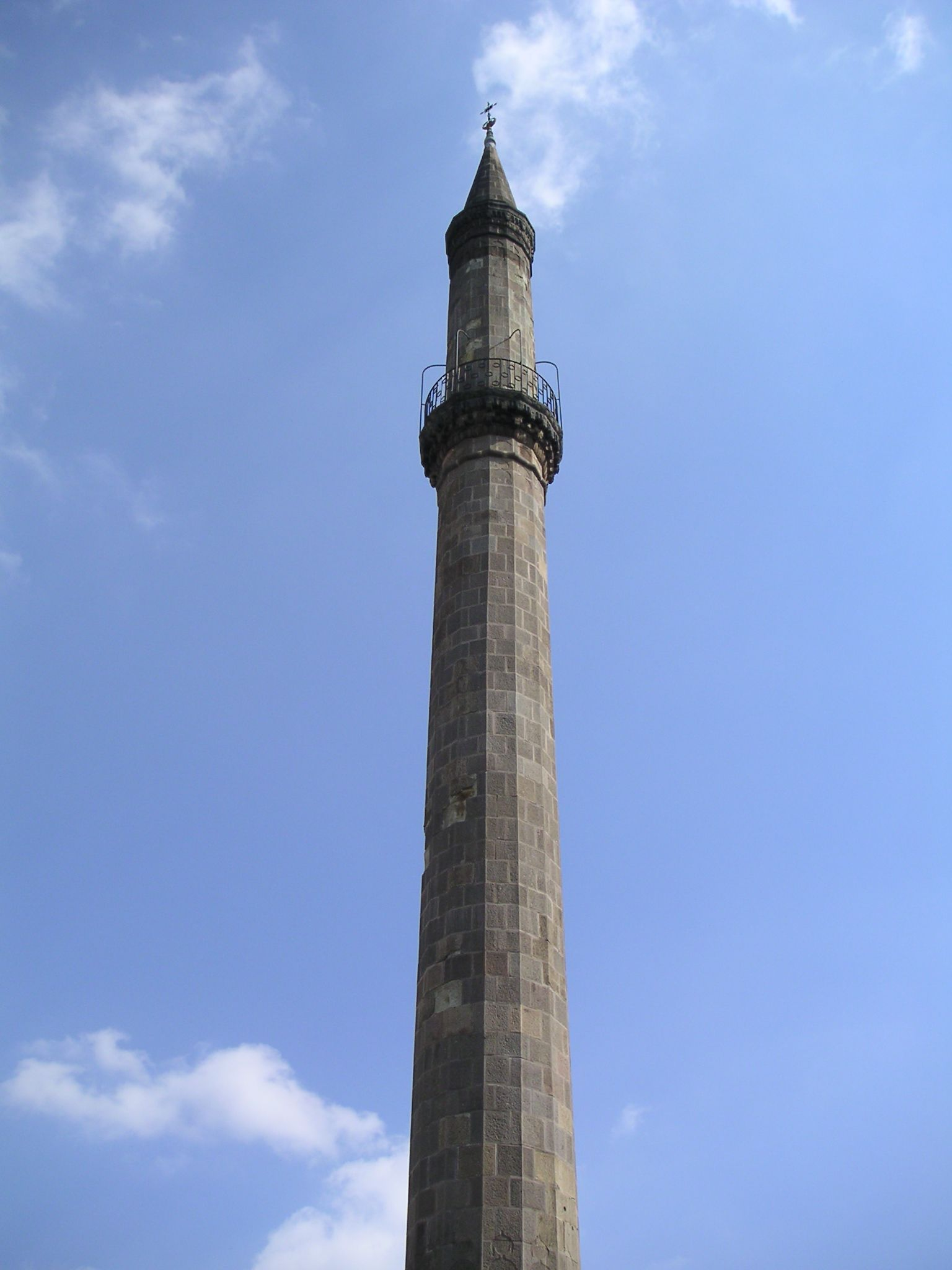
Minarete de Eger

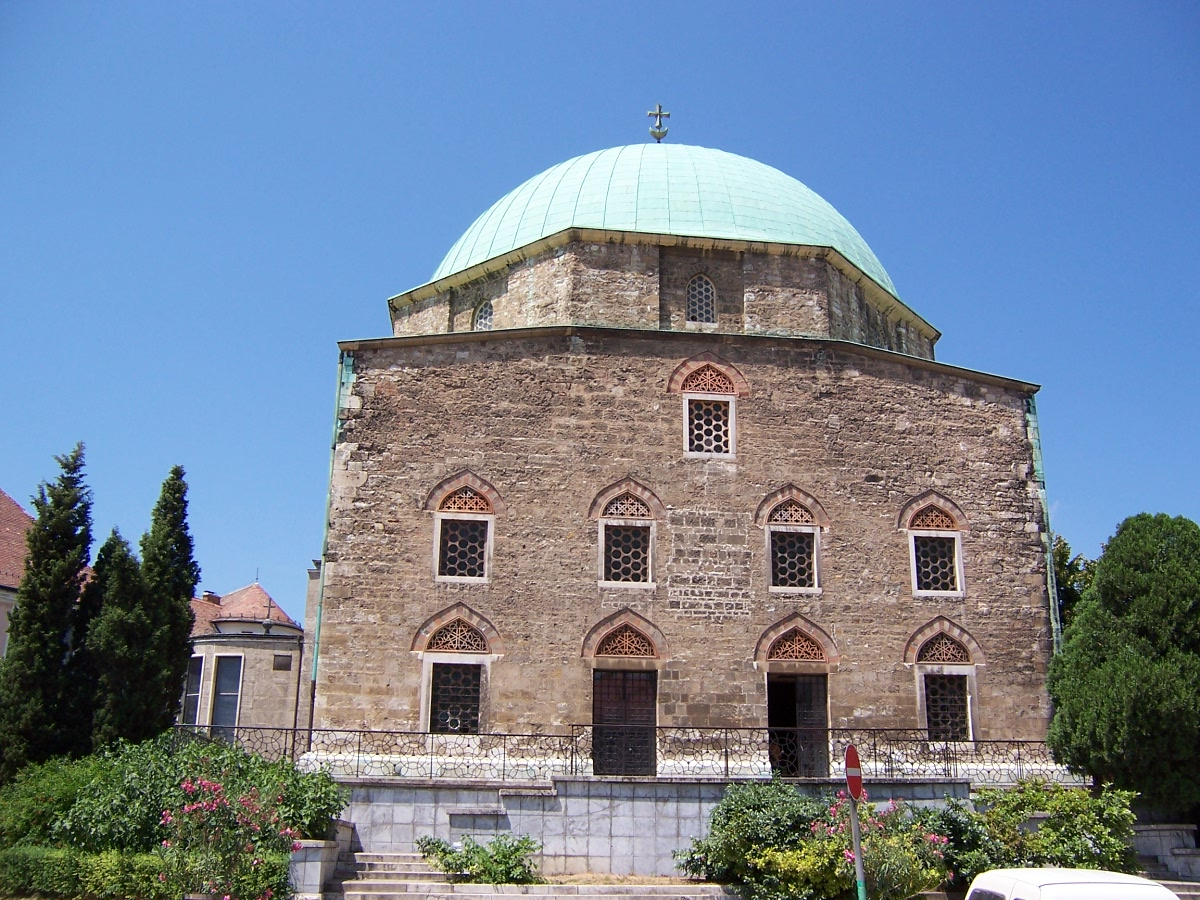
La iglesia de Pécs fue en origen una mezquita.

Los otomanos practicaban una relativa tolerancia religiosa y el cristianismo no estaba prohibido. El Islam no se extendió por la fuerza en las áreas bajo el control del sultán otomano, sin embargo, Arnold concluye citando a un autor del siglo XVII que declaró:

Mientras tanto, [el turco] gana [convierte] con el oficio más que por la fuerza, y arrebata a Cristo mediante el fraude de los corazones de los hombres. Para el turco, es cierto, en la actualidad ningún país obliga por la violencia a apostatar; pero usa otros medios por los que imperceptiblemente desarraiga el cristianismo...
Meanwhile he [the Turk] wins [converts] by craft more than by force, and snatches away Christ by fraud out of the hearts of men. For the Turk, it is true, at the present time compels no country by violence to apostatise; but he uses other means whereby imperceptibly he roots out Christianity...
The preaching of Islam: a history of the propagation of the Muslim faith , sir Thomas Walker Arnold

La relativa tolerancia religiosa de los otomanos permitió que el protestantismo en Hungría (como la Iglesia Reformada en Hungría) sobreviviera contra la opresión de los dominios húngaros gobernados por los Habsburgo católicos.
Había aproximadamente 80 000 colonos musulmanes en el territorio controlado por los otomanos de la actual Hungría; siendo principalmente administradores, soldados, artesanos y comerciantes de origen tártaro de Crimea. La vida religiosa de los musulmanes era supervisada por las mezquitas que entonces se construyeron o que fueron transformadas a partir de iglesias cristianas más antiguas. El pago de los sirvientes de las mezquitas, así como el mantenimiento de las iglesias, era responsabilidad del estado otomano o de las organizaciones benéficas.
Además del Islam sunita, también florecieron varias comunidades derviches, incluidas las bektashis, las halvetis y las mevlevis. El famoso monasterio Gül Baba de Budin (Buda), que albergaba a 60 derviches, pertenecía a la orden bektasi. Situado cerca del campo de jenízaros, fue construido por Jahjapasazáde Mehmed Pasha, el tercer begler bey (gobernador) de Budin. La tumba de Gul Baba (türbe) es hasta el día de hoy el sitio más septentrional de la conquista islámica.
Otro monasterio famoso de su tiempo fue el de los derviches halveti. Construido alrededor de 1576 junto al türbe del sultán Süleyman I el Magnífico (1520-1566) en Sigetvar (Szigetvár), pronto se convirtió en el centro religioso y cultural de la zona. Un famoso prior del zavije (monasterio) fue el bosnio Šejh Ali Dede. El monasterio de Jakovali Hasan Paša en Peçuy (Pécs) fue otro lugar famoso. Su prior más destacado fue el derviche mevleviano Peçevi Arifi Ahmed Dede.
A finales del siglo XVI, alrededor del 90% de los habitantes de la Hungría otomana eran protestantes, la mayoría de ellos calvinistas.

## Galería de imágenes

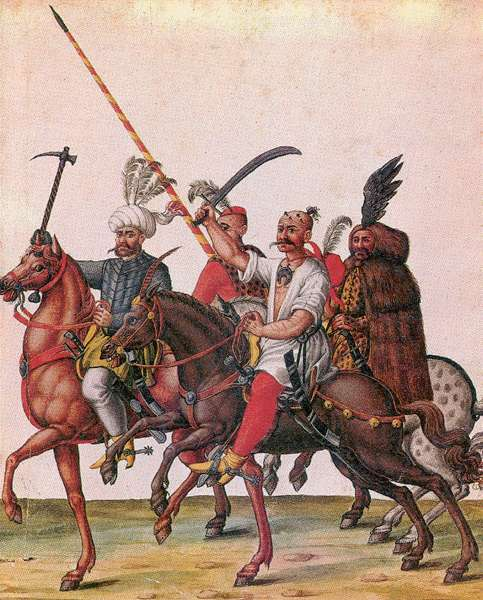
Soldados otomanos en el territorio de la actual Hungría
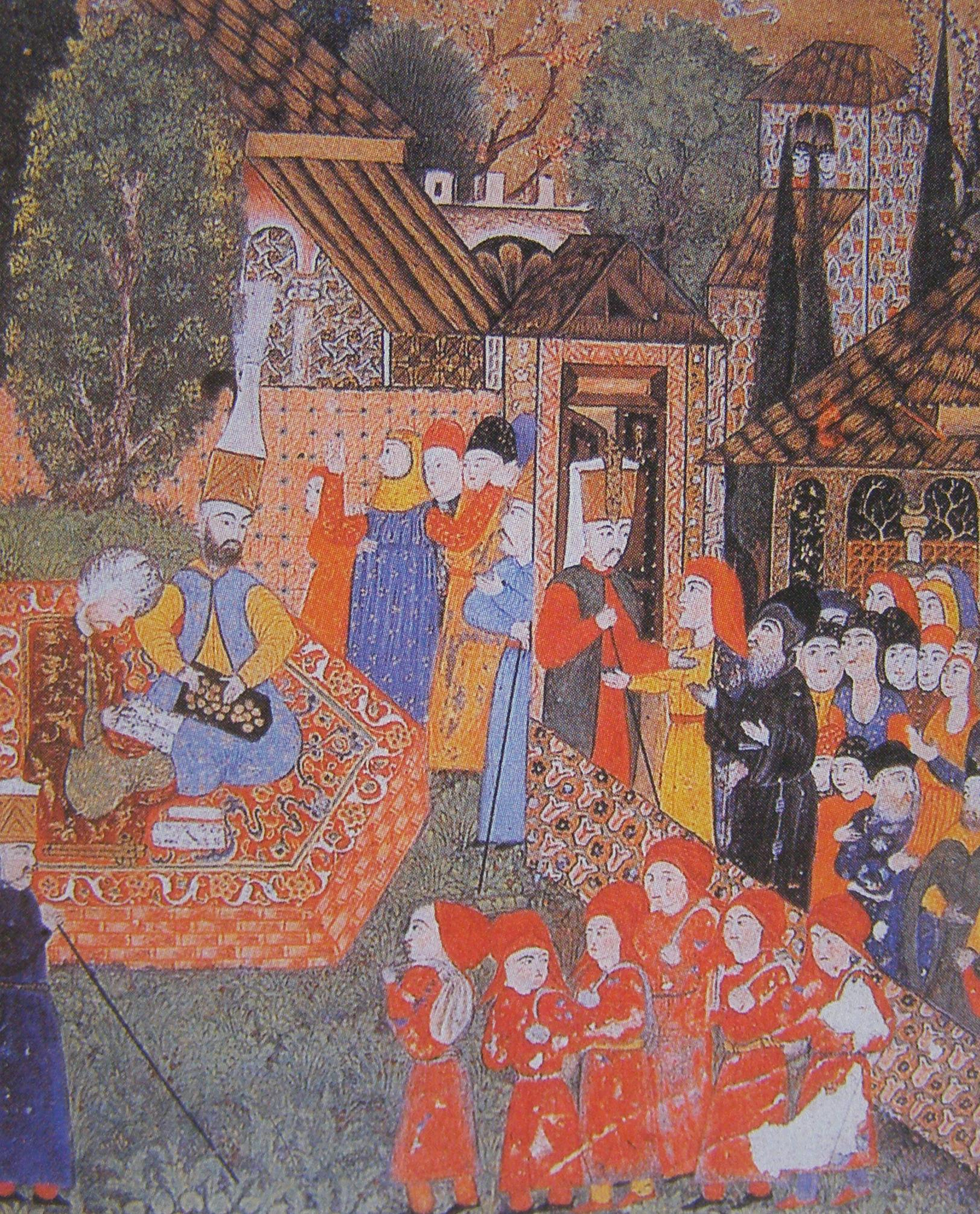
Palacio otomano en Hungría: los otomanos enrolando en el ejército a los jóvenes hungaros
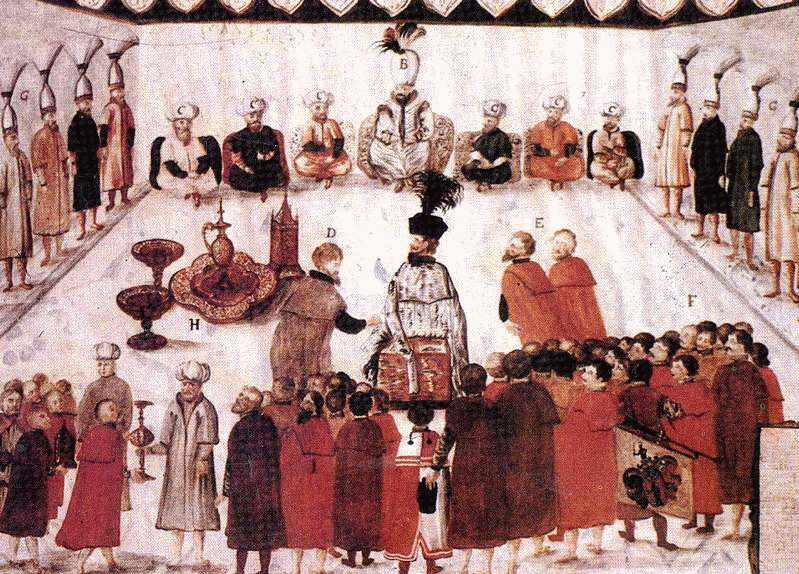
El pasha de Budin (Buda) recibe al enviado del sultán otomano.
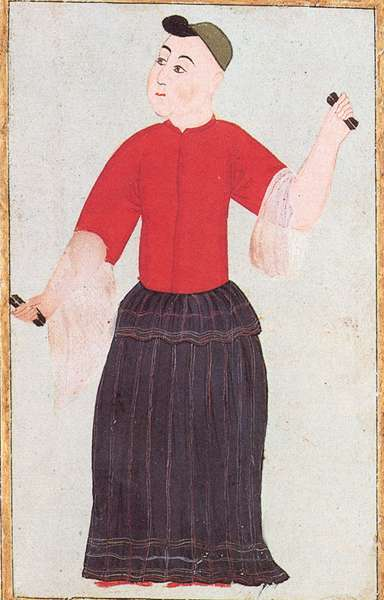
Bailarina de Köçek con castañuelas. Miniatura otomana de Balázs Szigetvári Csöbör, 1570.